# Балтийское право
Балтийское право — правовая семья, объединяющая национальные правовые системы трех прибалтийских государств: Литвы, Латвии и Эстонии.
Данная правовая семья сформировалась под влиянием европейского континентального права — Романо-германской правовой семьи, а также под влиянием семьи Северного права (Скандинавского права).
Страны Прибалтики исторически развивались под влиянием континентальной Европы и Северных европейских стран, что отразилось и на развитии национальных правовых систем Балтики имеющих в своих истоках много общностей и позволяющей выделить национальные правовые системы стран Балтики в подгруппу семьи Балтийского права, являющейся как составной частью большой Романо-Германской правовой семьи так и семьи Северного права (Скандинавского права).
Исторические процессы, происходившие на Балтике, носили общий характер на территориях, на которых ныне расположены Латвия, Литва и Эстония, что говорит об общей истории в том числе и юридических особенностях в формировании права в данных государствах.
Таким образом, по мнению многих ученых компаративистов, страны Балтики входят в романо-германскую правовую семью, занимая в ней особую нишу и образуя свою подгруппу.
История формирования национальных правовых систем стран Балтии представляет собой собой симбиоз различных правовых культур: немецкой, дореволюционной русской, польской, шведской и даже римского права.
В Литве действовали Литовские статуты XVI века, действовавшие также частично и в Латвии. В данных статутах переплелись многие нормы древнерусского, польского, немецкого городского и римского права.
Средневековое право местного населения Прибалтики не ушло дальше обычного. Немцы принесли с собой развитое право, создали законодательство, опиравшееся на принципы германского права. Эти законы действовали в той или иной мере вплоть до XIX века. Немцы также кодифицировали местное обычное право, приспособив его в качестве крестьянского.
Вскоре по присоединении к России Остзейского края была осознана необходимость составления единого Гражданского уложения, могущего заменить собой бесконечно разнообразные законы: шведские, польские, германские и другие. С 1728 года созывается ряд комиссий на которые возлагают эту задачу. Выполнить её удалось лишь в XIX веке, когда II Отделением Собственной Её Императорского Величества канцелярии был составлен местный Свод, третья часть которого охватывала собой гражданские законы. Окончательная переработка этой части была поручена профессору Дерптского университета Бунге. 12 ноября 1862 года третий том «Свода местных узаконений губерний Остзейских» был утверждён и вступил в действие с 1 июля 1865 года.
В 1889 году на Прибалтику было распространено действие судебных уставов России. Тем не менее в целом вплоть до 1917 года в Прибалтийских губерниях продолжало действовать не общероссийское право, а Свод законов губерний Остзейских.
В целом, современная правовая система прибалтийских государств была сформирована за последние 150 лет, в результате взаимодействия самых различных правовых культур, главным образом немецкой, дореволюционной русской, а также советской.
Немецкие завоеватели и колонисты, составлявшие важную прослойку в правящем классе балтийских государств до начала XX века, принесли с собой германское право, основанное в свою очередь на римском праве. Это право благодаря тесным торговым связям стало развиваться под влиянием общих тенденций развития германского частного права в Европе, даже когда немецкое владычество в XVI веке сменилось шведским, а в начале XVIII века русским.
Правительство Российской империи сохранило и упорядочило действовавшие в Остзейском крае разнообразные законы (германские, шведские, польские).
В настоящее время национальные правовые системы государств Балтии быстро трансформируются от советской к классическому романо-германскому праву, сохраняя при этом свою региональную особенность и историю развития.